# National Association of Social Workers
La National Association of Social Workers (NASW) (letteralmente Associazione Nazionale dei Lavoratori Sociali) è un'organizzazione professionale di lavoro sociale negli Stati Uniti d'America. La NASW ha più di 150000 membri, come risulta nel Gennaio del 2008.  La NASW provvede a una guida, alla ricerca, ad informazioni aggiornate, avvocatura e altre risorse per i suoi membri e per i lavoratori sociali in genere. I membri del NASW possono anche ottenere un'assicurazione di negligenza, pubblicazioni per i soli membri, sconti ed altri prodotti e servizi, ed una continua educazione.
L'associazione fu fondata nel 1955 mediante il consolidamento di altre sette organizzazioni:
- American Association of Social Workers (AASW) (Associazione Americana dei Lavoratori Sociali)
- American Association of Psychiatric Social Workers (AAPSW) (Associazione Americana dei Lavoratori Psichiatri Sociali)
- American Association of Group Workers (AAGW) (Associazione Americana dei Gruppi Lavorativi)
- Association for the Study of Community Organization (ASCO) (Associazione per lo Studio dell'Organizzazione Comunitaria)
- American Association of Medical Social Workers (AAMSW) (Associazione Americana dei Lavoratori Medici Sociali)
- National Association of School Social Workers (NASSW) (Associazione Americana dei Lavoratori Scolastici Sociali)
- Social Work Research Group (SWRG) (Gruppo di Ricerca del Lavoro Sociale)

Le principali funzioni del NASW includono la promozione dello sviluppo professionale dei propri membri, lo stabilizzarsi e il mantenimento di standard pratici di professionalità, l'avanzamento di sondacci di politica sociale, e il provvedere servizi che proteggano i propri membri e che accrescano il loro status professionale. L'associazione si sviluppò e adottò il Codice Etico NASW d altri standard specifici e generali. Una certa sicurezza di certificazione e qualità viene promossa mediante l'Accademy of Certified Social Workers (ACSW) (Accademia di Certificazione dei Lavoratori Sociali), la NASW Register of Clinical Social Workers (Registro Clinico dei Lavoratori Sociali) e il Diplomate in Clinical Social Work (DCSW). Tra le azioni politiche della NASW troviamo Azioni Politiche per l'Elezioni di Candidati (Political Action for Candidate Election, PACE) e il Network per un'Azione Legislativa Educazionale (Educational Legislative Action Network, ELAN). L'associazione sponsorizza, mediante i suoi 56 capitoli negli USA e altrove, conferenze professionali e programmi educativi continui, e produce testate giornalistiche, come la principale Social Work-books.